# 星あんず
星 あんず（ほし あんず、1995年8月24日 - ）は、日本のAV女優。ティーパワーズ所属

## 略歴・人物
岩手県出身。2015年12月にAVデビュー。
趣味はゲーム・アニメ・演劇・ドール。
カメラを前にしたときの演技力は関係者からの評価も高く、声優としても通用しそうな声を持つことからイメージビデオ作品では声優とも表記される。2019年にはアダルトボイスコミックで声優業に初挑戦した。
いじめっ子役、寝取られる役柄など名前がクレジットされない役柄での出演が多いことから、業界キング・オブ・エキストラ女優の異名も持つ。

## 出演作品

### アダルトDVD
- シロウトハンター 2 28（12月10日、プレステージ）
- 目の前に止まった車の助手席にいる、すまし顔した女の胸があまりにも大きくて… 6（12月10日、DOC）
- J●とびっこ散歩! 2 リモバイ挿れたまま散歩できるかな?（12月10日、DOC）※「あい」名義
- 若手声優を騙してエロゲーの現場に連れて行き演技指導と称してセクハラしまくり強引にSEXしてそのままAVとして発売しちゃいました（12月25日、kawaii*）※「あんず」名義

- 女子校の寮まるごと全員と中出し乱交 〜冬〜（2月1日、ZUKKON/BAKKON）
- 東京路上軟派!! 2 美乳美女編（2月12日、S級素人）
- 「中に出して…夫と子供には内緒」 自宅で愚痴聞き屋に中出しセックスをせがむ美人人妻たち 10 新婚ホヤホヤ美人若妻の新居不倫中出し連発スペシャル（3月11日、S級素人）
- エスカレートする校内露出 Vol.2（3月13日、MOODYZ）
- 生中出し若妻ナンパ! 16（3月25日、S級素人）
- 素人ナンパ!! とりあえず素股までが間違えてチ●ポがズボリッ!! Part.7（3月25日、S級素人）
- オイルマッサージ店で男性施術師が真面目にマッサージをしていると、感度の良い爆乳若奥様は思わず感じてしまい喘ぎ声を漏らし…「中に出して」と誘惑してくる（4月8日、SCOOP）
- ここは繁華街の銭湯 毎晩酒に酔ってムラムラした巨乳の女がやってきて番台を誘惑 デカイおっぱい丸出しで欲望のままセックスしつづける（4月8日、SCOOP）
- 素人なし崩しナンパ! とりあえずヤレるところまでやって勢いでチ●ポがズボリッ!! 入学したての女子大生の皆さん仕送り代わりの謝礼金払いますSP（5月13日、S級素人）
- 巨乳競水NEO vol.1 星あんず編（5月20日、RISING）
- GODDESS〜女神 セクシー女優 星あんずが煩悩寺に挑戦!（5月27日、煩悩寺）
- Leotardoll no.4　レオタード人形 星あんず（6月17日、RISING）
- 推定Fカップ以上 青山で見つけた巨乳人妻を『時間を止めて』AV撮影! ～真正中出し編～（6月23日、SODクリエイト）
- 顔バレNG!! マスク着用 巨乳S級素人（6月24日、S級素人）
- マジックミラー人妻不倫リサーチ 「酔うと急に色っぽくなる妻が心配で…」 居酒屋で相席になった男性が妻を酔わせデカチンを握らせたら、鼻息が荒くなり旦那がいることも忘れ、チ○ポにむしゃぶりつくのか!?（7月7日、SODクリエイト）
- 一般男女モニタリングAV 温泉旅行中の巨乳女子大生が出会ったばかりの初対面男性と男湯で生まれて初めての相互オナニーに挑戦! 大勢の一般男性客の前でオナニーを見せ合った素人男女はチ○コとオマ○コの疼きを抑えられずその場で公開SEXしてしまうのか!? in箱根温泉（8月18日、DEEP'S）
- ハーレムスポーツジムに入会した僕 イヤらしいインストラクターが本能にコミット!!（8月26日、BAZOOKA）
- 巨乳女子大生限定! 「固定バイブモデル」のアルバイトに挑戦! 2 水着撮影会でカメラに向かってハレンチなポーズを要求され濡れだしたおま○こにうねりの止まらないバイブを挿入! 大勢の男性の前に放置され感じても動けない状況なのに我慢できず痙攣イキが止まらない!（9月8日、DEEP'S）
- 人妻中出し介護ヘルパー 世話好きで何でもしちゃう人妻介護ヘルパーさん（9月25日、ビッグモーカル）
- 中出し人妻不倫旅行（11月25日、ビッグモーカル）

- スケベな家族がエッチなゲーム 一転 知らずに近親相姦 息子なら母姉妹の裸当ててみて! 新春お宅訪問近親大乱交スペシャル（1月19日、ROCKET）
- 街で声をかけた心優しい巨乳お姉さんがおっぱいにチョコを塗って食べさせてくれてそのまま赤面筆おろし!（2月16日、ROCKET）
- 淫語女子アナ 10 清楚系ギャップ美女アナSP（2月16日、ROCKET）
- 経験豊富な優しい素人人妻が最高の童貞筆おろし 9（2月16日、アイエナジー）
- 渋谷で見つけた優しくて美巨乳なお姉さんに18cmメガチ○ポを素股してもらったらこんなヤラしい事になりました。（3月2日、アイエナジー）
- 限りなく自然に近い「本物肉棒」人工授精法を選択した夫婦たち（3月13日、ワンズファクトリー）
- きゅんきゅんメイド喫茶 まるごと全員に種配り（3月13日、ZUKKON/BAKKON）
- 姉が我が家で開催した飲み会 まるごと全員に種配り（5月19日、ZUKKON/BAKKON）
- 僕の彼女は兄貴の嫁さん 超エロいカラダの兄嫁と温泉宿でしっぽり中出しSEX三昧主観映像!!（6月25日、ビッグモーカル）
- 時間を止められる男は実在した! ー新能力者・藤乗丈太郎登場! 片思いのアノ娘を止めて犯る!編ー（8月1日、SODクリエイト）
- 奇跡のトリプル緊縛解禁! 縄奴隷の門 奴隷市場（12月19日、バミューダ）
- 妻の友人を夜這いしたら 形勢逆転!! 突然股がられてしまい…（12月21日、F&A）

- 可愛いくていじわるなJ○がオナニーをコントロールしてくれる 都立センズリ指示JOI高校（3月8日、SODクリエイト）
- 壁! 机! 椅子!から飛び出る生チ○ポが人気の進学校 『都立しゃぶりながら高校』卒業 my graduation feat. 戸田真琴（4月12日、SODクリエイト）
- 痴女っ娘No1決定戦 M男くんいじりグランプリ（4月12日、SODクリエイト）
- 妻の友人が我が家で喰い込み仮装パーティーを始めました!!（4月12日、F&A）
- 近所の学生を拐って密室に監禁（4月26日、F&A）
- 激カワ浴衣素人ナンパ（7月13日、S級素人）
- 人妻情慾白書 禁断介護（7月13日、なでしこ）
- 結婚式帰りの浮かれ気分素人ナンパ（8月10日、S級素人）
- 都内某所にある全裸マンション(女性専用)の管理人になった僕（8月15日、ピーターズMAX）
- 巨乳美女の挑発 × 淫語 × ディルド自慰（8月19日、エンペラー）
- 縛られた美人妻 濡れ縄慕情（8月30日、ビッグモーカル）
- その可愛い子の顔とパンツが見てみたかった! vol.8（9月22日、学園舎）
- ｢ねぇ… 酔っちゃったみたい｣ お酒の入ったオンナは色気も感度も2倍増し!! 性欲を抑えられず赤く火照ったカラダで激しくチ○ポを貪り尽くす!!（9月28日、SCOOP）
- VR新宿ナンパ 5名の素人女性たち 駅周辺でVR体験ナンパを実施! VRゴーグルをした素人娘は完全無防備状態でパンチラ・ブラチラ見放題! そのまま雪崩れ込みSEXできちゃった映像をAVで出しちゃった!（11月15日、ナンパーズ）
- 「あっ! ナマで入っちゃった!」オイル素股でマ○コにチ○ポを擦りつけてたら気持ち良すぎてヌルッと生挿入!! 中出しSEXまでヤッちゃったデリヘル嬢たち 4（12月20日、グローリークエスト）

- 初めての極太ディルドで体ビクビク足腰ガクガク敏感おま〇こトロトロ即イキ羞恥オナニー 制服女子編 3（1月1日、変態紳士倶楽部）
- 100万×中出し 女が欲しいのは愛かお金か中出しか!!? AV女優37人の新感覚中出しサバイバル!!（2月1日、本中）※「AV OPEN 2018」企画部門第2位獲得作品。
- 一般男女モニタリングAV 結婚式の二次会帰りのOLさんに突撃交渉! ラブホテルで人生初の王様ゲームしてみませんか? 恥じらいながらもどんどん過激になる王様の命令に興奮してしまったほろ酔い状態のシロウトお姉さんたちにハメまくり乱交パーティー! ゴムハメから生ハメに変わった瞬間に大絶頂するオマ○コに交互に生中出し!（2月19日、DEEP'S）
- マジックミラー号 友達同士の女の子がシェアチ○ポ Wフェラチオ体験（2月19日、ROCKET）
- 池袋で見つけた心優しい働くお姉さん 童貞くんのオナニーのお手伝いのつもりがセックス練習ってことで素股していてヌルっと入って筆おろし!? 高まる快感、湧き出る母性（6月6日、アイエナジー）
- ポロリ確定! アソコで感じて当てまSHOW 目隠し素股ゲーム（7月7日、ATOM）
- 生まれて初めての人妻風俗面接 6（7月11日、アイエナジー）
- 100万×中出し 完全版 AV女優37人のガチンコ中出しサバイバルの裏側全部見せます!!（8月25日、本中）
- 風俗店で働くことを決めた人妻たち（9月13日、あら、スケベ）

- 固定バイブだるまさんが転んだ 16（1月13日、はじめ企画）
- 本中10周年感謝祭 うら美少女中出しアイランド絶倫男抜きまくりの旅（1月25日、本中）
- バイブをマ○コに突っ込んだ状態で現れる超ドエロいデリヘルがあるという噂を聞きつけ実際に呼んでみたら、想像を超えるエロが目の前に広がっていた!! Part.4（8月14日、SCOOP）
- 本中10周年記念作品!! 美少女中出し島 完全版 おもてもうらも全部見せちゃいます! 240分SPECIAL（8月25日、本中）
- 本物全裸素人 局部パーツ接写 全裸エア体位編 Part 2（12月11日、S級素人）

- えっちな女子校生の淫語かたりかけぐちゅぐちゅ連続絶頂スク水オナニー 6（7月22日、アイエナジー）

### 女性向けアダルトビデオ
- One’s Daily Life season3. -distance-（2016年11月10日、SILK LABO）
- 年下オオカミ男子 ～優しい顔した年下男子は実はオオカミ君で～（2016年12月8日、GIRL'S CH）
- 超高級ソープボーイ 北野翔太（2017年12月7日、GIRL'S CH）

### ネット配信
- 旅セックス next あんず（2019年4月17日、シロウトタッチ）
- 聖夜にサンタコスで自撮りしてる小悪魔美女をゲット! イキ潮ハメ潮吹きまくりの敏感娘にザーメンをぶっかけメリークリスマスww くるりん（2020年8月14日、黒船）

### イメージDVD
- ミルキーボイス 現役声優、衝撃の裸体（2016年4月28日、INTEC Inc）

## 出演

### テレビ
- 第2回セクシー女優ダラケ!のスカパー!水泳大会（2016年7月29日、BSスカパー!）

### ウェブテレビ
- DTテレビ（2019年8月‐、AbemaTV）‐再現ドラマなど[3]

### 映画
- ばるぼら（2020年11月20日、イオンエンターテイメント）

### イベント
- 今夜決まる！主役を全力で引き立てる熱演を魅せる最優秀助演AV女優は誰だ！？私達は女優です！演技派女優4名の演技力を見に来て下さいナイト（2019年10月6日、東京・ネイキッドロフト）[4][5]

### ゲーム
- 催眠に逆らえない女（2019年1月1日、クリムゾン）庵条ライラ役
- 妹のカレシにハメられた私（2019年8月6日、クリムゾン）庵条ライラ役